# Форситија
Форситија или форзиција је род жбунова који припада породици маслина (Oleaceae). Обухвата око 11 врста, које су распрострањене углавном у Азији. Једна врста је ендемит Балканског полуострва. Неке врсте се узгајају као украсне, и цењене су у хортикултури. Својим значајем посебно се издваја врста балканска форситија (Forsythia europaea).

## Опис
Биљке овог рода су листопадни жбунови висине до 3 m, са кором сивосмеђе боје. Листови су наспрамни, код већине врста прости (јављају се и троструки), дужине до 12 cm. Цветови се развијају у рано пролеће, пре листања, крунични листићи су јарко жути, спојени само при основи. Плод је чаура, са бројним окриљеним семенима.

## Систематика
Систематика рода још увек није најјаснија, и број врста варира од аутора до аутора. Овде се наводи 11 традиционалних врста
- — балканска форситија, једини европски представник рода
- — распрострањена у северозападној Кини
- — распрострањена у Јапану
- — распрострањена у југозападној Кини
- — распрострањена у североисточној Кини
- — распрострањена у централној и северној Кини
- — распрострањена на Корејском полуострву
- — распрострањена на Корејском полуострву
- — распрострањена у источној и централној Кини
- — распрострањена у Јапану
- — распрострањена у источној Кини

Као украсно грмље гаји се и хибридна форма форситије.

## Галерија
- Форзиција